# Bortförande

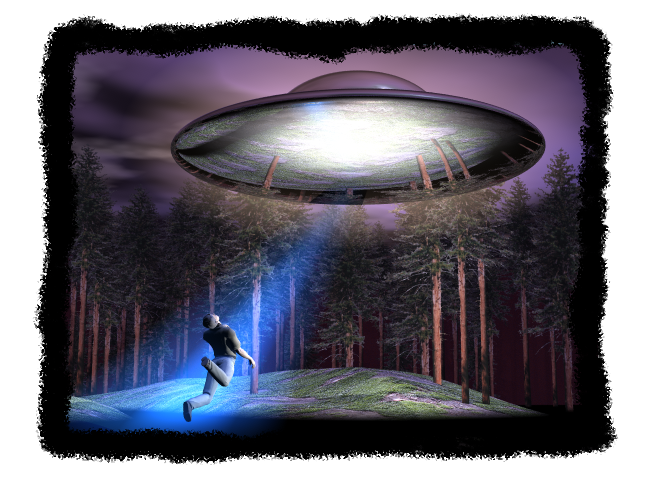
En konstnärs skildring av ett bortförande.

Bortförande (engelska: abduction), i betydelsen ”ombordtagning”, betecknar inom ufologin upplevelsen eller föreställningen av att ha blivit hämtad av utomjordiskt liv och förd bort från jorden; antingen till vad som upplevs som ett rymdskepp, eller till en främmande himlakropp. Upplevelsen räknas som närkontakt av fjärde graden, och sägs även ha drabbat djur. Många av de som säger sig ha haft upplevelsen beskriver ungefär samma förlopp och nämner liknande saker i sina vittnesmål. Exempelvis beskriver många att de i sängen vaknat av förnimmelsen att någonting befinner sig i rummet, varefter de finner sig paralyserade; oförmögna att vare sig röra på sig eller ropa efter hjälp. Många beskriver även hur de svävat upp från sängen, och tagits upp till en okänd plats, där de sedan blir utsatta för olika experiment, fysiska såväl som psykiska. Många berättar hur bortförarna kommunicerat telepatiskt med dem, ofta för att betona hur hotad planeten jorden är av miljöförstörelse, kärnvapenkrig och dylikt. Somliga upplever att de får olika implantat installerade i kroppen. Sexuella upplevelser (ofrivilliga/framtvingade orgasmer) är också vanliga. 
Många av de som påstår sig ha haft dessa upplevelser kommer inte fram till detta förrän efter hypnos. Gemensamt för de som sedermera "återfinner" minnen av bortförande är dock vad de tolkar som täckminnen - starka minnesbilder av olika djur, särskilt vargar och ugglor, och särskilt dessa djurs ögon. Många har dock menat att minnena inte är autentiska minnen, av verkliga skeenden, utan minnen som hypnotisören provocerat fram och "planterat" i patienten.
De flesta påstådda incidenterna tycks ha skett i USA. Även så då det gäller bortförande av djur; dit fall av så kallade djurstympningar (cattle mutilation) hör, och inbegriper påstått oförklarliga fynd av döda boskapsdjur som fått vissa organ borttagna, men i övrigt tycks orörda. Tanken inom ufologin är att dessa djur tagits upp i rymdskepp, där de dödats, tappats på blod, och berövats de organ utomjordingarna velat behålla för att undersöka. Sedan har de dumpats. 
I folktro förekommer liknande berättelser om människor som blivit bortförda av troll eller liknande varelser.

## Exempel på påstådda bortfördanden
- Allagashbortföranden (1976)
- Antonio Villas Boas (1957)
- Betty & Barney Hill (1961)
- Budd Hopkins
- Travis Walton (1975)
- Whitley Strieber (1980-talet)
- Dr. Abigail "Abbey" Tyler och hennes dotter (2000)

## Bortföranden i populärkultur
- Arkiv X
- Independence Day
- the fourth kind (film, 2009)

## Liknande begrepp
- Bergtagning är ett begrepp finns i äldre folklore där människor och djur ska ha bortförts av övernaturliga väsen som troll.
- Bortryckandet (även "uppryckandet") är i en variant av kristen eskatologi den händelse då Gud tar upp de troende till himlen.